# Rivista Ciba
Rivista Ciba è una rivista bimestrale di storia della medicina pubblicato in Italia dal 1947 al 1954 dall'azienda farmaceutica svizzera Ciba, poi confluita nella multinazionale Novartis.

## Storia editoriale
Ne uscirono 50 numeri. I primi quindici numeri, fino al dicembre 1948, furono stampati a Basilea, dove aveva sede l'industria farmaceutica; tutti i numeri successivi furono invece stampati a Milano, come risulta sempre indicato sulla copertina di ogni numero.
La rivista era l'edizione italiana della Ciba Zeitschrift (1933-1961). In un avviso «Al Lettore» pubblicato nel primo numero si leggeva:

## Argomenti dei numeri monografici
Qui di seguito vengono elencati gli argomenti e i curatori dei numeri della rivista:
1. La facoltà medica di Bologna  (G. De Francesco)
2. La coltura dei tessuti  (O. Bucher)
3. Salerno  (A. G. Chevalier)
4. I Gran Mogol e i loro medici (Edward Burgham)
5. Lo sviluppo della tecnica di colorazione istologica (Erich Hintzsche)
6. La coca (Alfred Bühler)
7. La mano (H. Mierzecki, W. Reininger)
8. I medici nella Rivoluzione francese (A. G. Chevalier)
9. I fondamenti letterari della farmacologia araba  (Max Meyerhof)
10. L'ermafroditismo (R. Keller)
11. L'anatomia galenica (Erich Hintzsche)
12. Il betel  (W. Krenger)
13. Orecchio e udito (Willi Reich)
14. La facoltà medica di Montpellier (A. G. Chevalier)
15. Il mesmerismo (René Kaech)
16. La medicina a Bali (Wolfgang Weck)
17. La medicina in Inghilterra all'epoca dei Tudor (J. E. Nenninger, Isidor Fischer)
18. Cinematografia e medicina (Nicholas Kaufmann, Franz Gross)
19. La scuola medica di Padova (Arturo Castiglioni, Luigi Belloni)
20. Il termometro (R. Vollmann)
21. Lo sciamanismo (Herbert König, Martin Gusinde, Paul Schebesta, Hans Dietschy)
22. La medicina e i medici nella Spagna dell'età d'oro  (W. Krenger)
23. Culto del cranio, teste-trofeo e scalp (Martin Gusinde, Luigi Belloni)
24. Antisepsi e asepsi  (Ruth von Brunn-Fahrni)
25. La rinascita dell'anatomia (Erich Hintzsche)
26. Yoga (E. Abegg, J. J. Jenny, Maxim Bing)
27. Il microscopio (Erich Hintzsche)
28. Le secrezioni interne (Rudolf Abderhalden, Carl Adams)
29. Il tabacco (K. Bühler-Oppenheim, A. Frey-Wyssling, E. Schlittler, G. Mamlock)
30. Anatomia animata (Erich Hintzsche)
31. Il tatuaggio (R. Zeller, E. Metzger)
32. I primordi dell'ostetricia (H. Buess)
33. La scuola medica di Edimburgo  (F. W. Rieppel)
34. Medicina Monastica (Hanno Caprez)
35. La medicina degli aztechi  (Hans Dietschy)
36. Il taglio cesareo (K. Quecke, C. Müller)
37. L'isterismo (René Kaech, Benno Dukor)
38. Incubazione e cure parentali (Alcid Gerber, Heini Hediger, Adolf Portmann, Guido Fanconi)
39. La medicina alla corte del Re Sole (L. G. Deruisseau)
40. L'antica medicina peruviana (Hans Dietschy)
41. La medicina romana (H. Gossen, Chr. Simonett)
42. La voce (Willi Reich, Richard Luchsinger)
43. Problemi di simmetria (Ruth Keller, Werner Wolff)
44. La medicina preistorica (Reinhard Hofschlaeger)
45. Sviluppo storico della medicina indiana (Ernst Hemneter)
46. La medicina alla corte di Pietro Leopoldo (Andrea Corsini)
47. Il salasso (Arturo Castiglioni)
48. Sviluppo del pensiero fisiologico (K. E. Rothschuh)
49. Il pane (W.Naumann, G. Zeuner)
50. L'igiene nel Medioevo (A.-G. Varron)